# Patrick Süskind
Patrick Süskind (* 26. března 1949, Ambach) je německý spisovatel a scenárista.

## Život
Narodil se v Ambachu (Münsing) u Starnberského jezera nedaleko Mnichova. Jeho otec Wilhelm Emanuel Süskind byl spisovatel a novinář. Patrick Süskind navštěvoval školu v Holzhausenu, v malé vesničce v Bavorsku. Jeho matka pracovala jako sportovní trenérka, jeho starší bratr Martin E. Süskind je také novinář.
Süskind má mnoho aristokratických příbuzných ve Württembergu a je jedním z potomků Johanna Albrechta Bengela a reformátora Johannese Brenze. Po civilní službě studoval středověkou a moderní historii na mnichovské univerzitě a v letech 1968-1974 navštěvoval univerzitu v Aix-en-Provence na jihu Francie. Süskind také navštěvoval hodiny angličtiny, španělštiny, latiny, řečtiny, politiky, umění a teologie. Finančně podporován rodiči odešel do Paříže, kde psal převážně krátké, nevydané povídky a scénáře, které nebyly zfilmovány.
Patrick Süskind žije sám v Mnichově, v Seeheimu a ve Francii (pravděpodobně v Paříži a Montolieu). Nejezdí ani na propagační turné svých knih a není v kontaktu s jinými autory.

## Dílo
Prorazil až prózou Kontrabas, jež byla převedena na divadelní hru. V letech 1984/1985 se konalo více než 500 představení, což z jeho hry udělalo nejprodávanější hru na několik let. V 80. letech měl úspěch i se scénáři k Monaco Franze (1983) a Kir Royal (1987). Za scénář k filmu Rossini, který režíroval Helmut Dietl, získal v roce 1996 ocenění německého ministerstva kultury. Další ocenění odmítl.
Jeho nejznámější dílo Parfém: Příběh vraha z roku 1985, bylo také roku 2006 zfilmováno Tomem Tykwerem. S více než 12 milióny prodanými kopiemi a překlady do 46 jazyků je pravděpodobně nejznámějším současným německým autorem na světě. Jeho román byl na seznamu bestsellerů časopisu Spiegel po dobu 9 let.
Je také autorem novel Holub (1988), Pan Sommer (1991), Tři příběhy a úvahy (1996) a sbírky esejí O lásce a smrti (2006).

## Vybraná díla
- Kontrabas (1981)
- Parfém: příběh vraha (1985); Süskindův besteseller o pařížském sirotkovi Grenouillovi, vrahovi z poloviny 18. století; byl vydán ve 49 jazycích, roku 1987 byl německou kritikou oceněn jako nejlepší fantasy román roku[1], označen za dílo postmoderny
  - Podle románu byl natočen film Parfém: Příběh vraha).
  - Rozhlasovou dramatizaci románu v překladu Jitky a Rudolfa Tomanových v režii Markéty Jahodové četl Miroslav Moravec v roce 1994.
- Holub (1987)
- Pan Sommer (1991)
- Tři příběhy a úvahy ( Také trojí dějiny) (1995)
- O lásce a smrti (1996)
- Rossini aneb otázka vraždy – scénař k divadelní hře